# Ferdinand von Dobeneck
Ferdinand Karl Christian Freiherr von Dobeneck (* 31. Januar 1791 Stuttgart; † 23. März 1867 Berlin) war ein preußischer Generalleutnant.

## Leben

### Herkunft
Ferdinand war Angehöriger des württembergischen Zweigs des Adelsgeschlechts von Dobeneck. Seine Eltern waren der württembergische Hauptmann Rudolf von Dobeneck (1748–1797) und Caroline Ernestine, geb. von Rieben (1758–1844). Der bayerische Konsistorialdirektor Karl Freiherr von Dobeneck (1796–1865), auf Brandstein und Schlegel war sein jüngerer Bruder.

### Werdegang
Dobeneck begann seine Laufbahn in der preußischen Armee im Jahr 1804 als Fahnenjunker im Kürassierregiment „von Quitzow“ (Nr. 6) und avancierte 1806 zum Kornett. Er kämpfte im Vierten Koalitionskrieg in der Schlacht bei Auerstedt sowie in den Gefechten bei Boitzenburg und Prenzlau. In folge der Kapitulation wurde er zunächst inaktiv. 1813 stand er als Sekondeleutnant in russischen Diensten und wechselte im selben Jahr als Stabsrittmeister zur Russisch-Deutschen Legion. Er nahm an den Befreiungskriegen, insbesondere der Blockade von Rendsburg, den Schlachten bei Ligny, Belle Alliance, sowie Gefechten bei Wriezen, Berlin, Boitzenburg, St. Dizier, Wavre und Namur teil, stieg währenddessen 1814 zum Rittmeister auf. Bereits vor Ausgang des Krieges war er dem 8. Ulanen-Regiment aggregiert und zu Oberst von der Marwitz kommandiert. Für seinen Einsatz vor Berlin erhielt er den St. Wladimir-Orden IV. Klasse, für den vor Namur das Eiserne Kreuz II. Klasse.
Im Jahr 1816 kehrte Dobeneck zum 8. Ulanen-Regiment zurück, wo er 1818 Eskadronchef wurde und 1832 zum Major aufstieg. Er wurde dann 1837 Direktor der Divisionsschule der 6. Division und 1841 Kommandeur des 3. Husaren-Regiments ad interim. Im selben Jahr erfolgte seine Beförderung zum Oberstleutnant und im Folgejahr wurde er als Regimentskommandeur bestätigt. Dobeneck wurde im Jahr 1843 mit dem Roten Adler-Orden IV. Klasse, dem St. Anna-Orden II. Klasse sowie dem Kommandeurskreuz des Guelphen-Orden geehrt und wurde Kommandeur des Garde-Dragoner-Regimentes. Er hat 1844 die Erlaubnis zu Führen des Freiherrntitels und seine Beförderung zum Oberst erhalten. Mit dem Roten Adler-Orden III. Klasse mit Schleife hat man ihn 1846 ausgezeichnet und 1847 wirkte er ad interim als Remonteinspekteur und Vorstand der Remonte-Abteilung im preußischen Kriegsministerium. Die Bestätigung in dieser Position erging 1848.
1850 wurde er zum Generalmajor ernannt, erhielt 1852 den Roten Adler-Orden II. Klasse mit Eichenlaub und ebenfalls 1852 seinen Abschied als Generalleutnant mit Pension. Dobeneck wurde 1854 der Stern zum Roten Adler-Orden II. Klasse mit Eichenlaub verliehen. Für die Dauer der Mobilmachung 1859 wurde er zum stellvertretenden Remonteinspekteur und Chef Remonte-Abteilung im Kriegsministerium ernannt, trat aber nach Abschluss der Maßnahme in seine Invaliditätsverhältnis zurück und wurde 1862 wurde er zur Disposition gestellt.

### Familie
Ferdinand Freiherr von Dobeneck heiratete am 7. April 1825 Marie von Pobeheim (1800–1870), die Tochter der Sophie Friederike von Pobeheim (1767–1857), geb. Freude Meyer, gesch. Fränckel, und des Industriellen Simon Thaddäus Pobeheim. Das Paar hatte mehrere Kinder, darunter:
- Karl Ferdinand (* 26. Januar 1826; † 2. Juni 1864) ⚭ 1856 Antonie Reinhard (* 20. Oktober 1833; † 3. Februar 1888)
- Henriette Caroline Sophie (* 1. Juni 1827; † 13. März 1901) ⚭ 1866 Karl Eduard Georg von Jagow (* 4. August 1818; † 28. November 1888), Rittmeister und Politiker
- Hans Robert (* 19. Oktober 1830; † 11. November 1908)

⚭ 1858 Emma von Colmar (* 23. Februar 1840; † 22. August 1862)
⚭ 1866 Elisabeth Agathe von Bethmann-Hollweg (* 10. April 1834; † 16. Februar 1917), Tochter von Moritz August von Bethmann-Hollweg
- Hans Viktor (* 16. November 1832)
- Hans Hermann (* 17. Juli 1835; † 27. Juli 1885) ⚭ Julie von Tresckow (* 17. Juni 1842; † 10. Februar 1913)
- Hans Walther (* 19. Juli 1838) ⚭ 1870 Rosalie Antonie Auguste Clothilde von Griesheim (* 24. April 1842), Tochter des Generals der Kavallerie Karl August von Griesheim